# Action Beat
Action Beat és un grup de rock indie de Bletchley, Milton Keynes, Anglaterra. Es van caracteritzar als inicis principalment pel seu ús dels instruments de forma no convencional: afinacions obertes i el processament de sons analògicament i digitalment, així com la retroalimentació instrument/amplificador.

## Discografia
- 1977-2007: Thirty Years of Hurt, Then Us Cunts Exploded (Fortissimo Records, 2007)
- The Noise Band from Bletchley (Truth Cult/Southern Records, 2009)
- Unbelievable Fuck-Ups (Urquinaona Records) - 2010
- Beating (Truth Cult/Southern Records, 2010)

### Peter James Taylor
- Mate (Fortissimo Records, 2010)